# Acacia harala
Acacia harala é uma espécie de leguminosa do gênero Acacia, pertencente à família Fabaceae.